# Железопътна автоматика
Железопътната автоматика обхваща подсистемите за автоматизирано управление на процесите в железопътния транспорт, чрез които се осигурява безопасността на движение на влаковете, увеличава пропускателната и преработвателна способност на гарите и железопътните участъци.
Подсистемата за автоматизация на гарите включва различни типове централизации (релейни, релейни с компютърно управление и компютърни), чрез които се извършва автоматично управление на стрелките, сигналите и прелезните устройства в района на гарите. Към тази подсистема са и гърбичните автоматични централизации (ГАЦ). Те служат за автоматизираното разкомпозиране на товарните влакове и композиране на нови състави.
Подсистемата за автоматично регулиране на скоростта в железопътните участъци обезпечава:
- Автоматична блокировка – система, чрез която се увеличава пропускателната способност и се осигурява движението на влаковете в междугарията.
- Автоматична локомотивна сигнализация – система в локомотива, която под въздействието на външни сигнали, осигурява полуавтоматично или автоматично регулиране на скоростта и спиране на влака.
- Автоматични прелезни устройства, които осигуряват охрана на прелеза по автоматичен път в зависимост от разстоянието или времето за приближение на влака към прелеза.